# Otto Heurnius
Otto Heurnius (Otto van Heurn) (Leiden, 8 de setembro de 1577 - 14 de julho de 1652) foi um médico, teólogo e filósofo holandês.

## Vida
Sucedeu a seu pai Johannes Heurnius como Professor de Medicina na Universidade de Leiden; e assumiu em 1617 o ensino de anatomia no lugar de Pieter Pauw (1564–1617) no posto desde 1589.  Junto com os ensinos de anatomia prática, tinha o maior carinho por uma coleção de espécimes zoológicos e botânicos muito diversificada.  Os objetivos da coleção pretendiam a reconstrução da vida dos israelitas no Egito, como descrito no Livro de Êxodo.
Ele foi também um historiador da filosofia, destacando o período que precede aos filósofos da Grécia Antiga (a qual denominamos "filosofia bárbara").  Suas idéias eram baseadas nos textos do Corpus Hermeticum.